# A Million Year Girl
A Million Year Girl è il primo album in studio della cantante australiana Max Sharam, pubblicato il 15 maggio 1995.
Dei quattro singoli estratti, Coma, Be Firm e Lay Down hanno raggiunto rispettivamente la quattordicesima, la venticinquesima e la trentaseiesima posizione in Australia.

## Tracce
1. Be Firm – 3:47 (Max Sharam, Daniel Denholm, James D'Arcy)
2. Coma – 3:43 (Max Sharam)
3. Purple Flower – 4:19 (Max Sharam)
4. Lay Down – 4:01 (Melanie Safka) – originariamente interpretata da Melanie Safka
5. Is It Okay if I Call You Mine? – 2:59 (Paul McCrane)
6. A Toast to... – 0:18 (Max Sharam)
7. Jezu's Jewellery – 4:00 (Max Sharam)
8. Hunting Ground – 4:29 (Max Sharam, Daniel Denholm)
9. Can I Catch Fire? – 3:57 (Max Sharam)
10. Alice – 4:34 (Max Sharam, Stevie Nicks, Hine)
11. Learning to Let Go – 2:51 (Max Sharam)
12. Raining Angels – 4:11 (Max Sharam, Giancarlo De Matteis)
13. Orchestra au Naturel – 3:45 (Max Sharam, John D'Arcy)

## Classifiche
| Classifica (1995) | Posizione massima |
| ----------------- | ----------------- |
| Australia         | 9                 |